# Pterospermum subsessile
Pterospermum subsessile är en malvaväxtart som beskrevs av Friedrich Anton Wilhelm Miquel. Pterospermum subsessile ingår i släktet Pterospermum och familjen malvaväxter. Inga underarter finns listade i Catalogue of Life.